# مارك بيرتران فيلانوفا
مارك بيرتران فيلانوفا (بالإسبانية: Marc Bertrán Vilanova) (مواليد 22 مايو 1982 في لا بوبلا دي سيغور - إسبانيا) لاعب كرة قدم إسباني يلعب حاليا لصالح نادي الدرجة الأولى تينيريفي الإسباني منذ 2006 في مركز الظهير الأيمن .

## روابط خارجية
- مارك بيرتران فيلانوفا على موقع قاعدة بيانات كرة القدم.إي يو (الإنجليزية)
- مارك بيرتران فيلانوفا على موقع Soccerway.com (الإنجليزية)
- مارك بيرتران فيلانوفا على موقع AS.com (الإسبانية)